# ソウル南山体

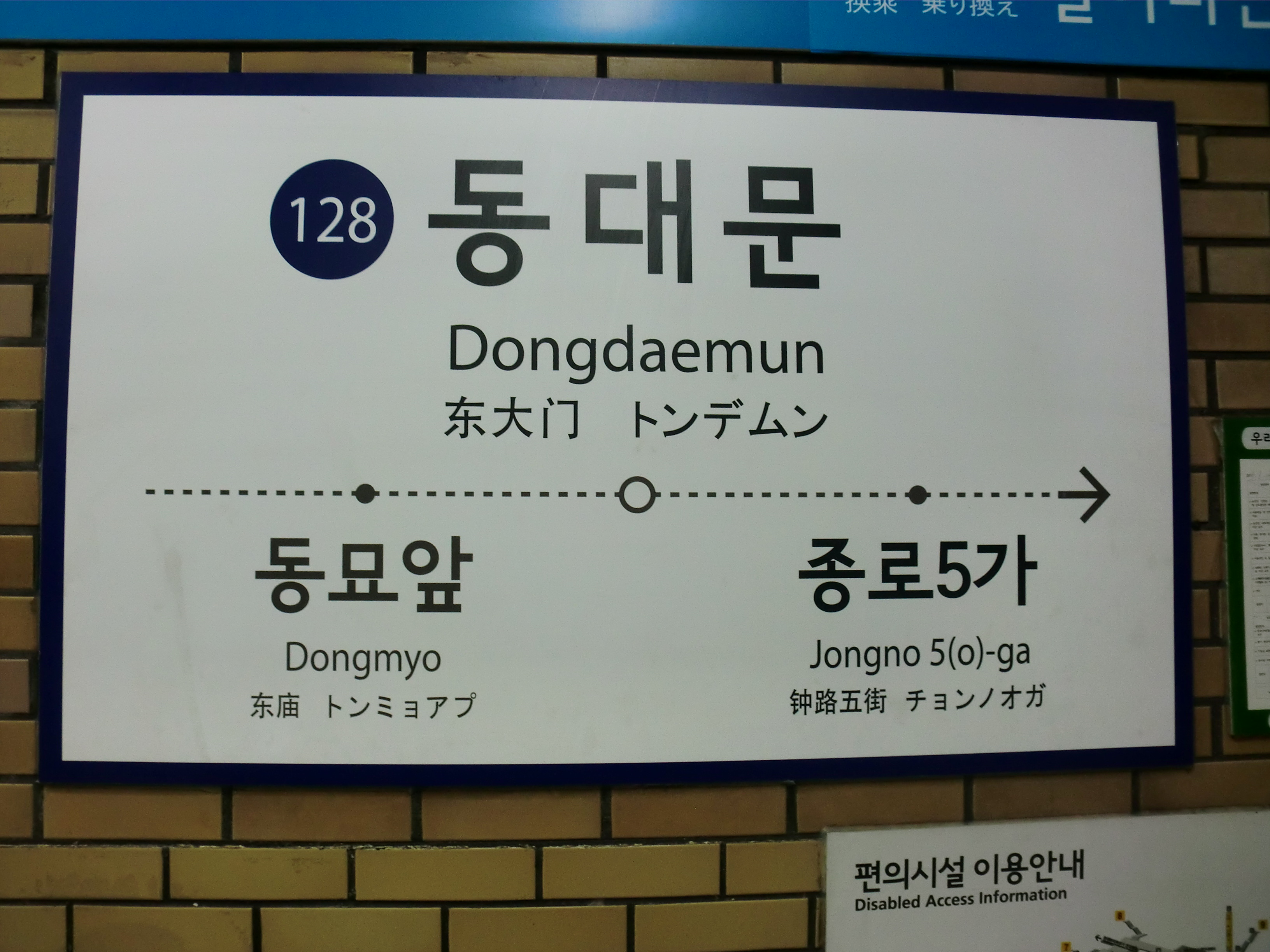
ソウル南山体を用いた駅名標（東大門駅）

ソウル南山体（ソウルナムサンたい）は、大韓民国ソウル特別市傘下機関の看板、道路、地下鉄の案内表示、公文書に使われる書体である。
ソウル特別市は明朝体系のソウル漢江体2種とゴシック体系のソウル南山体4種、縦書き用1種の計7種の書体（ハングル、英文、漢字）を製作し2008年7月15日に発表した。個人や企業利用者には無料で配布し知的財産権はソウル特別市にある。